# Stadio olimpico Generale José Antonio Anzoátegui
Lo stadio olimpico Generale José Antonio Anzoátegui (in spagnolo Estadio Olímpico General José Antonio Anzoátegui) è un impianto calcistico di Puerto La Cruz, in Venezuela.
Inaugurato l'8 dicembre 1965 dall'allora presidente venezuelano Raúl Leoni, lo stadio si chiamava Complejo Polideportivo Luis Ramos de Puerto La Cruz ("complesso sportivo Luis Ramos di Puerto La Cruz"). Ricostruito all'indomani della scelta delle sedi della Copa América 2007, l'impianto è stato intitolato al generale José Antonio Anzoátegui, eroe della guerra d'indipendenza venezuelana, il cui nome è stato pure dato allo stato in cui sorge Puerto La Cruz. Tuttavia è ancora assai più diffusa la vecchia denominazione Olímpico Luis Ramos.
Lo stadio è uno dei più moderni del Venezuela, potendo contare su un avveniristico sistema di illuminazione, strutture di sicurezza, ristorante, un auditorium ed altro. Ottima pure la sua collocazione logistica, sorgendo nei pressi dell'autostrada che collega Puerto La Cruz a Barcelona, la capitale dello Stato Anzoátegui.
Utilizzato per le proprie gare interne dal locale club calcistico del Deportivo Anzoátegui, l'impianto ha ospitato tre partite della Copa América 2007.
Il 4 luglio si sono qui giocate Messico-Cile (finita 0-0) e Brasile-Ecuador (vinta 1-0 dai verde-oro).
Tre giorni dopo sono tornate in scena Brasile e Cile, nel quarto di finale che i futuri campioni del Sudamerica hanno vinto con un roboante 6-1.

## Galleria d'immagini

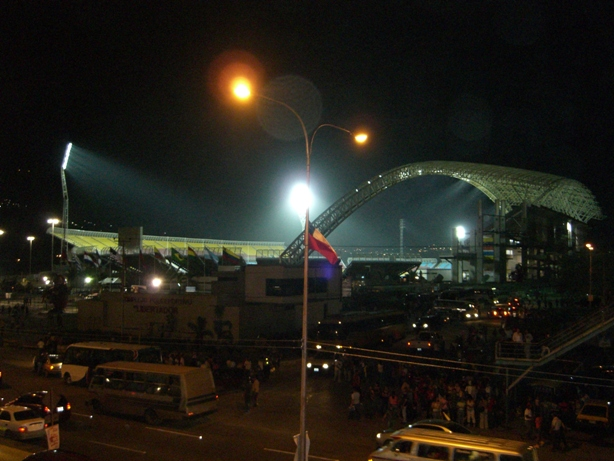
Veduta esterna in notturna dello stadio
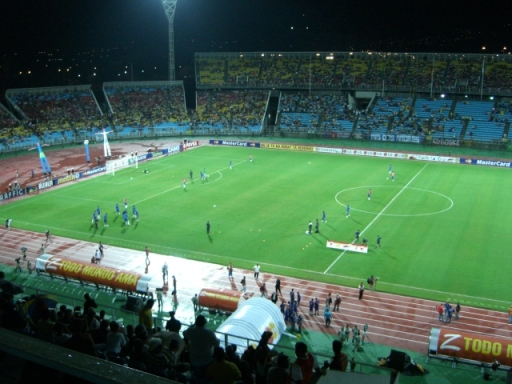
Veduta interna durante il quarto di finale della Copa América 2007 tra Brasile e Cile